# چشمه یاقوتی
چشمه یاقوتی، واقع در شهرستان نی‌ریز در استان فارس است.
این چشمه که از دامنه کوه بیدبوخویه در ۱۰ کیلومتری شمال غربی نی‌ریز سرچشمه می‌گیرد، سیراب‌کننده باغات انجیر، انار و بادام اطراف شهرستان است. ارتفاع این چشمه ۱۹۱۸ متر از سطح دریا می‌باشد.